# Rhododendron datiandingense
Rhododendron datiandingense är en ljungväxtart som beskrevs av Z.J. Feng. Rhododendron datiandingense ingår i släktet rododendron, och familjen ljungväxter. Inga underarter finns listade i Catalogue of Life.